# Pirascca patriciae
Pirascca patriciae is een vlindersoort uit de familie van de prachtvlinders (Riodinidae), onderfamilie Riodininae.
Pirascca patriciae werd in 2007 beschreven door Hall, J & Willmott.